# ایستگاه راه‌آهن اشک تپه
ایستگاه راه‌آهن اشک تپه یکی از ایستگاه‌های راه‌آهن اصلی و مهم در ایران است. این ایستگاه در شهر ايشک تپه واقع شده است.  در نزدیکی مرز ترکمنستان ، قطار مستقیم به ترکمنستان می‌رود.　

## خط راه‌آهن
- راه‌آهن سراسری ایران
- به سمت برکت ترکمنستان و عشق‌آباد (tk:Demirgazyk-Günorta transmilli demir ýoly)

## در اطراف ایستگاه
- آلماگل
- پارک دریاچه آلماگل
- تالاب آجی‌گل